# Lambert van Noort

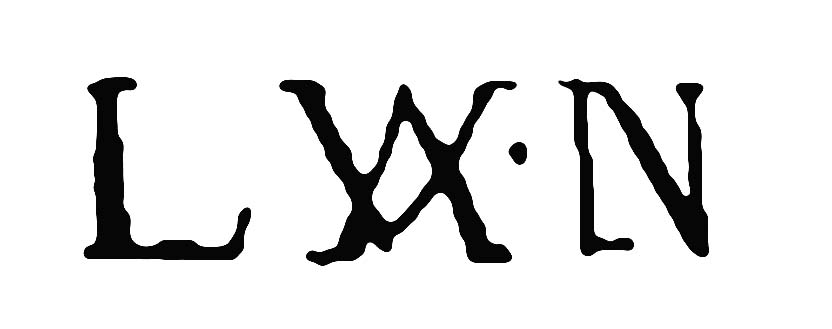
Firma siglata di Lambert van Noort

Lambert van Noort (Amersfoort, 1520 – Anversa, 1571) è stato un pittore belga.

## Biografia
Lambert Van Noort nasce ad Amersfoort e riceve la prima formazione presso suo padre, Jaspar Willemsz. Il fratello Willem anch'egli pittore, è attivo nella città di Utrecht dove lo stesso Lambert si perfeziona nella bottega di Jan Van Scorel. Si sposta ad Anversa dove frequenta la bottega di Vincent Sellaer e, del Maestro delle Mezze Figure, accedendo alla dignità di maestro di corporazione dei pittori nel 1549. Il figlio Adam Van Noort (Anversa 1561-1641), seguirà le orme del padre e deve la sua notorietà, al fatto di essere stato, fra l'altro, il maestro del Rubens (a partire dal 1592) e di Van Dyck.
L'importanza del misterioso e versatile Lambert Van Noort aumenta costantemente, grazie alla riscoperta delle sue opere pittoriche. Artista dotato di talento multiforme, lavora anche come architetto e disegnatore da ornamento creando progetti e cartoni per vetrate.

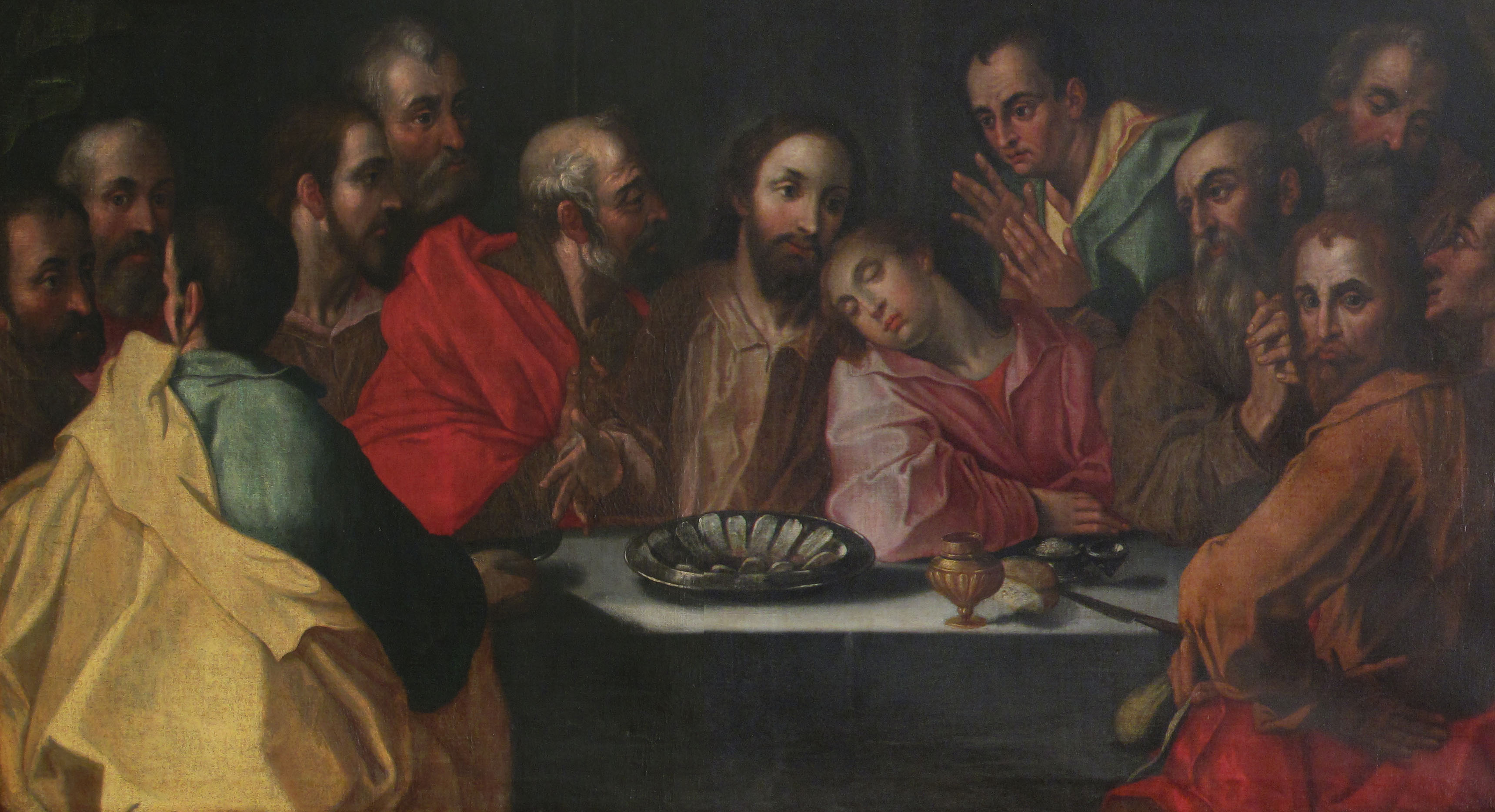
Lambert Van Noort
Ultima cena (1566)

Ha realizzato e firmato per il suo concittadino, il pittore del vetro Digman Meynaert, i disegni (cartoni) per le vetrate sia della Cappella della Madonna della Oude Kerk di Amsterdam, che per la Chiesa Grande di Gouda. Ha disegnato inoltre i cartoni sempre per Amsterdam, con l’Annunciazione, La Visitazione e i cartoni con L’Annuncio della nascita di San Giovanni Battista, La nascita di San Giovanni Battista e di Cristo tra gli Scribi.
Van Noort era sposato con Caterina di Broeckhuysen e a vissuto con lei ad Anversa in Cammen Straat. 
L'influenza italiana; percepibile sin dall'inizio della sua produzione, è dovuta alla sua frequentazione degli ambienti romano/fiamminghi, questa, si rafforza e si evolve, grazie al soggiorno in Italia, dal 15 marzo 1558, alla fine del 1559.
La presenza di Lambert Van Noort, è attestata fra l'altro dalla realizzazione di una pala d'altare raffigurante La Vergine Maria che porge la cintura a San Tommaso, opera che una volta ornava l'Altare principale di Santa Maria di Mortara a Ferrara, oggi conservata nell'Oratorio della Santissima Annunziata nella stessa città; Santa Maddalena, Santa Caterina e La Vergine col Bambino, Sant’Anna e San Giovannino, Roma, Galleria Pallavicini; La Carità],Roma, Villa Albani.
Questa esperienza risulterà assolutamente decisiva per la sua maturazione artistica; dall'Emilia-Romagna alla Toscana, l'Artista è indotto ad accostarsi ai più grandi maestri del manierismo italiano, dal Bronzino al Parmigianino. In margine ai suoi riferimenti costanti a Raffaello e all'arte Toscana, l'influenza più decisiva per gli anni trascorsi ad Anversa, fu quella con l'Arte del pittore Frans Floris, del quale in parte, ne assimilerà la maniera.
Fra i molti lavori riconducibili a Van Noort, ricordiamo “i cartoni” conservati nel Museo Gouda, opere di lui, sono conservate nel Museo Teylers di Haarlen, nel British Museum di Londra, l'Albertina di Vienna, e il Museo di Bruxelles. Molte sono le opere raccolte nel Museo Reale di Belle Arti di Anversa, fra queste: La Sibilla e la Chiesa, La Sibilla Agrippina, La Sibilla di Delfi, La Sibilla con la colonna, La Sibilla col calice, La Sibilla con lance e spugna, inoltre: La nascita di Gesù, Adorazione dei pastori, La lavanda dei piedi, Incoronazione di spine, Il Calvario, Deposizione di Cristo, La Resurrezione. 
Le figure maschili ritratte da Lambert Van Noort risultano “robuste” e testimoniano la sua fascinazione per l'anatomia, riuscendo in modo mirabile a realizzare corpi armoniosi e verosimili, frutto di un grande impegno e studio. I soggetti sono sempre collocati, anche nei grandi dipinti, in modo giustificativo e mai banale, i risultati ottenuti nei dipinti a soggetto religioso, fanno di lui, nelle Fiandre, uno dei primi e più importanti esponenti.

## La madonna della Cintura di Lambert Van Noort

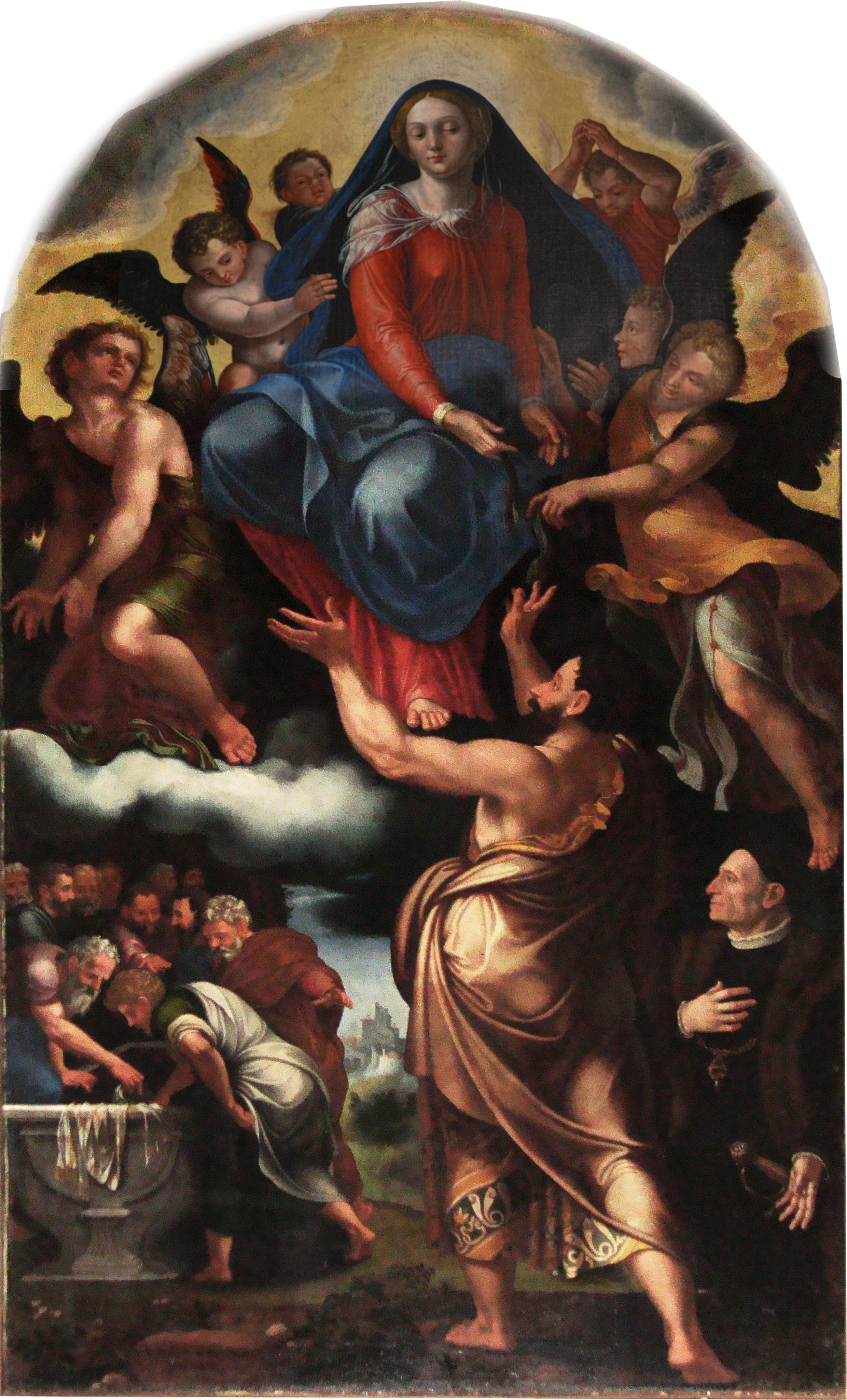
Madonna della cintura, olio su tela, Oratorio della Santissima Annunziata, Ferrara

Dipinto realizzato da Lambert Van Noort nel 1559; commissionato all'artista fiammingo per ornare l'altare principale di Santa Maria di Mortara, è stato poi spostato nell'Oratorio della Santissima Annunziata sempre a Ferrara e rappresenta la Vergine Maria che dona la cintura a San Tommaso. Il dipinto è diviso in due parti; in basso a sinistra, vi sono raffigurati alcuni discepoli intorno ad un sepolcro ormai vuoto (si tratta del loculo dove la Vergine ha trovato una prima sepoltura), mentre alcuni guardano con stupore la tomba vuota, gli altri commentano fra loro l'accaduto. Centralmente, uno scorcio di paesaggio, separa il passato dal presente, dove un imponente San Tommaso, in piedi, prestante, fasciato da una veste riccamente panneggiata, apre e alza le braccia verso l'alto per ricevere l'agognata cintura. L'anziano committente (ritratto di profilo sul lato destro), è vestito in modo sobrio, con una mano sul petto e l'altra aperta a dimostrare la sua devozione; si intravede un'importante collana appesa al collo e l'impugnatura di una robusta spada, evidente dimostrazione di un ruolo privilegiato a cui, nonostante tutto, il personaggio non rinuncia. Una nuvola posta orizzontalmente, separa l'umano dal divino; l'angelo di sinistra è nell'atto di intercedere, mentre quello di destra partecipa alla donazione della cintura. La Vergine assisa al centro, sorretta ed adorata da alcuni angeli che gli fanno da corona, ha la veste di colore rosso e la sopravveste blu/celeste (colore ottenuto con l’azzurrite, un pigmento in uso fino al XVII secolo), il volto contornato da un velo trasparente, è molto somigliante a quello “femmineo” del San Giovanni appoggiato sulla spalla del Cristo, nel dipinto L’Ultima Cena.